# Miranda Noom
Miranda Noom (28 augustus 1973) is een voormalig Nederlands voetbalster.
Tijdens haar voetbalcarrière kwam ze onder andere uit voor KFC en Ter Leede. Ze won diverse landstitels en de KNVB beker en speelde 77 interlands voor het Nederlands elftal, waarin ze 16 keer tot scoren kwam.